# Schwarzwasserniederung
Die Schwarzwasserniederung ist ein Naturschutzgebiet auf dem Gebiet der niedersächsischen Stadt Peine und der Gemeinde Edemissen im Landkreis Peine.
Das Naturschutzgebiet mit dem Kennzeichen NSG BR 096 ist 390 Hektar groß. Ein 6,7 Hektar großer Bereich im Westen des Naturschutzgebietes bildet gleichzeitig das FFH-Gebiet „Binnensalzstelle Klein Oedesse“.
Das Naturschutzgebiet liegt in einem Bereich westlich, südlich und östlich von Edemissen. Es stellt Teile der Talauen des Schwarzwassers und der Flöthe und Teile des Blumenhagener Moores unter Schutz. Es wird überwiegend von Grünlandflächen, zahlreichen Gräben sowie Hecken und Einzelbäumen geprägt. Daneben sind Röhrichte und Rieder, kleinflächig auch Wälder und Ackerflächen zu finden. An mehreren Stellen befinden sich unterschiedlich große Stillgewässer.
Im Westen des Naturschutzgebietes befindet sich ein durch den Salzbergbau entstandenes Salzgebiet mit einer kleinen Salzhalde und einer Salzwiese.
Im Naturschutzgebiet kommen u. a. Wiesenvogelarten wie Großer Brachvogel, Bekassine und Kiebitz vor. Weiterhin ist das Gebiet Lebensraum für verschiedene Amphibien und Reptilien wie Teich- und Grasfrosch, Erdkröte, Teichmolch, Wald- und Zauneidechse sowie Insekten wie verschiedene Libellen, Heuschrecken und Schmetterlinge.
Bei Edemissen verläuft der Damm der ehemaligen Bahnstrecke zwischen Plockhorst und Peine, welche bei Plockhorst von der ebenfalls stillgelegten Bahnstrecke zwischen  Celle und Braunschweig abzweigte, durch das Naturschutzgebiet. Entlang des Dammes sind trockene und warme Standorte vorherrschend. Das Naturschutzgebiet wird von der Bundesstraße 444 sowie den Kreisstraßen 5, 18 und 19 gequert.
Das Gebiet steht seit dem 3. April 1990 unter Naturschutz. Zuständige untere Naturschutzbehörde ist der Landkreis Peine.